# Boštjan Belčič
Boštjan Belčič, slovenski športni novinar in komentator, pisatelj, magister politologije.
Boštjan Belčič je novinar športnega uredništva POP TV, komentator golfa na Šport TV in pisatelj.